# Seven Days in May
 Seven Days in May és una pel·lícula dirigida per John Frankenheimer, estrenada el 1964.

## Argument
La història es desenvolupa en el context de la Guerra freda però poc fictícia.
Aquesta pel·lícula parteix de la hipòtesi d'un cop d'estat destinat a fer caure el govern dels Estats Units per tal que es pugui establir un poder militar. L'anticomunisme és de fons. Amèrica està dividida sobre l'actitud a adoptar de cara als soviètics. El general James Mattoon Scott, patriota, ídol de les multituds i dels conservadors, és partidari de la força fins al punt de voler fomentar un complot...

## Repartiment
- Burt Lancaster: General James Mattoon Scott
- Kirk Douglas: Coronel Martin 'Jiggs' Casey
- Fredric March: President Jordan Lyman
- Ava Gardner: Eleanor 'Ellie' Holbrook
- Bart Burns: Art Corwin
- Edmond O'Brien: Senador Raymond Clark
- Martin Balsam: Paul Girard
- Andrew Duggan: Coronel William 'Mutt' Henderson
- Hugh Marlowe: Harold McPherson
- Whit Bissell: Senador Frederick Prentice
- Helen Kleeb: Esther Townsend
- George Macready: Christopher Todd
- Richard Anderson: Coronel Murdock
- Charles Meredith: Membre del comité del Senat

## Premis i nominacions

### Premis
- 1965: Globus d'Or al millor actor secundari per Edmond O'Brien

### Nominacions
- 1965: Oscar al millor actor secundari per Edmond O'Brien
- 1965: Oscar a la millor direcció artística per Cary Odell i Edward G. Boyle
- 1965: Globus d'Or al millor actor dramàtic per Fredric March
- 1965: Globus d'Or al millor guió per Jerry Goldsmith
- 1965: Globus d'Or al millor director per John Frankenheimer